# Massengräber in Žalec
Auf dem Gebiet der Gemeinde Žalec in Slowenien wurden bisher (Stand Februar 2024) insgesamt drei Massengräber in Pongrac und Zabukovica aus der Zeit um den Zweiten Weltkrieg gefunden.

## Pongrac
In Pongrac fand man zwei Massengräber aus der Zeit unmittelbar nach dem Zweiten Weltkrieg. 
- Das Massengrab Britne Sele (slowenisch: Grobišče Britne sele), auch Halužan-Massengrab (Grobišče pod Halužanom) genannt, liegt an einem bewaldeten Hang an mehreren ebenen Stellen am Waldrand. Es liegt südlich des Hauses Pongrac Nr. 63 und enthält die Überreste einer unbekannten Anzahl von Menschen, die nach dem Zweiten Weltkrieg ermordet wurden.[1]

- Das Massengrab im Schneeglöckchental (Grobišče Dolina zvončkov), auch bekannt als Massengrab von Griže (Grobišče Griže), liegt in einem sumpfigen Gebiet am Bach Zibika. Es enthält die Überreste von 80 bis 100 jungen Soldaten der Slowenischen Heimwehr, die aus dem Lager Teharje transportiert und hier am oder um den 10. Juni 1945 ermordet wurden.[2]

## Zabukovica
In Zabukovica wurde ein Massengrab aus der Zeit des Zweiten Weltkriegs gefunden.
- Das Massengrab des Liboje-Teichs (Grobišče ribnik Liboje) liegt östlich von Zabukovica, in der Nähe des Potočnik-Hofes (Zabukovica Nr. 147). Die Überreste unbekannter Opfer wurden nach dem Krieg von Kindern an der Stätte entdeckt. Der Teich wurde nach dem Krieg angelegt.[3]